# Davit Bakradze
Davit Bakradze (en georgiano: დავით ბაქრაძე; Tiflis, 1 de julio de 1972) es un político y diplomático georgiano que sirvió como el presidente del Parlamento de Georgia, a partir del 7 de junio de 2008 al 21 de octubre de 2012.

## Biografía
Las asignaciones previas de Bakradze lo incluyen como miembro del Parlamento, del Movimiento Nacional Unido (abril de 2004 a julio de 2007), ministro de los Asuntos de Conflictos (julio de 2007 hasta enero de 2008), ministro de Relaciones Exteriores (enero de 2008 hasta abril de 2008), y el presidente del enviado especial de Georgia a la OTAN y la Unión Europea (abril de 2008 - junio de 2008). Es un consejero de Estado de primera clase y tiene un rango diplomático de Ministro Consejero Jefe.
El 21 de abril de 2008, Bakradze fue nombrado para encabezar la lista del partido MNU en las elecciones legislativas previstas el 21 de mayo de 2008. Esta decisión se produjo después de que el presidente del parlamento saliente, Nino Burjanadze, se negó, en un movimiento sorpresa, para liderar la lista del partido debido a su desacuerdo con la dirección MNU.
El 7 de junio de 2008, Bakradze fue elegido por unanimidad como presidente del Parlamento de Georgia, en la sesión inaugural de esa legislatura.